# Umeå stadsförsamling
Umeå stadsförsamling är en församling inom Svenska kyrkan i Södra Västerbottens kontrakt av Luleå stift. 
Församlingen ingår i Umeå pastorat och ligger i Umeå kommun, Västerbottens län.

## Administrativ historik
Umeå stadsförsamling bildades 30 augusti 1646 genom en utbrytning ur Umeå landsförsamling. 1971 utbröts Ålidhems församling.
Församlingen var till 1871 annexförsamling i pastorat där Umeå landsförsamling var moderförsamling, för att därefter från 1871 till 2014 utgöra ett eget pastorat.  Från 2014 ingår församlingen i Umeå pastorat.

## Areal
Umeå stadsförsamling omfattade den 1 januari 1976 en areal av 17,5 kvadratkilometer, varav 17,5 kvadratkilometer land.

## Kyrkor
- Umeå stads kyrka
- Ersbodakyrkan
- Ersmarkskyrkan
- Västerslättskyrkan S:t Staffan
- Helena Elisabeth kyrka

## Kyrkoherdar
| 1872–1886 | Isak Bexelius                       |           | Senare kyrkoherde i Råneå församling. |
| 1887–1898 | Oscar Staffan Carl Ossian Klingspor | 1851–1898 |                                       |
| 1900–1920 | Torsten Svartengren                 | 1847–1920 |                                       |

## Organister
Lista över organister.
| Verksam   | Namn                    | Levnadstid | Övrigt   |
| --------- | ----------------------- | ---------- | -------- |
| 1687-1692 | Johan Kaspar Kemper     |            |          |
| 1736      | Anders Flintenberg      | 1712-1770  | Organist |
| 1744-1750 | Johan Billberg          | -1720      | Organist |
| 1757-1773 | Samuel Lundh            |            | Organist |
| 1775      | Carl Stenman            |            |          |
| 1782-     | Johan Gustaf Brännström |            |          |

## Befolkningsutveckling
| Befolkningsutvecklingen i Umeå stadsförsamling 1810–1990                                                 | Befolkningsutvecklingen i Umeå stadsförsamling 1810–1990 | Befolkningsutvecklingen i Umeå stadsförsamling 1810–1990 | Befolkningsutvecklingen i Umeå stadsförsamling 1810–1990 | Befolkningsutvecklingen i Umeå stadsförsamling 1810–1990 |
| --- | -------------------------------------------------------- | -------------------------------------------------------- | -------------------------------------------------------- | -------------------------------------------------------- |
| |                                                          |                                                          |                                                          |                                                          |
| År |                                                          |                                                          | Folkmängd                                                |                                                          |
| 1810 | 1810                                                     |                                                          | 1 039                                                    |                                                          |
| 1820 | 1820                                                     |                                                          | 1 195                                                    |                                                          |
| 1830 | 1830                                                     |                                                          | 1 278                                                    |                                                          |
| 1840 | 1840                                                     |                                                          | 1 269                                                    |                                                          |
| 1850 | 1850                                                     |                                                          | 1 505                                                    |                                                          |
| 1860 | 1860                                                     |                                                          | 1 855                                                    |                                                          |
| 1870 | 1870                                                     |                                                          | 2 565                                                    |                                                          |
| 1880 | 1880                                                     |                                                          | 2 818                                                    |                                                          |
| 1890 | 1890                                                     |                                                          | 3 223                                                    |                                                          |
| 1900 | 1900                                                     |                                                          | 3 883                                                    |                                                          |
| 1910 | 1910                                                     |                                                          | 5 859                                                    |                                                          |
| 1920 | 1920                                                     |                                                          | 6 976                                                    |                                                          |
| 1930 | 1930                                                     |                                                          | 11 138                                                   |                                                          |
| 1940 | 1940                                                     |                                                          | 13 706                                                   |                                                          |
| 1950 | 1950                                                     |                                                          | 17 113                                                   |                                                          |
| 1960 | 1960                                                     |                                                          | 22 623                                                   |                                                          |
| 1970 | 1970                                                     |                                                          | 54 405                                                   |                                                          |
| 1980 | 1980                                                     |                                                          | 62 298                                                   |                                                          |
| 1990 | 1990                                                     |                                                          | 71 170                                                   |                                                          |
| Anm: Källor: Umeå universitet - Tabellverket 1749-1859, Demografiska databasen, CEDAR, Umeå universitet. |                                                          |                                                          |                                                          |                                                          |